# Pézilla-de-Conflent
Pézilla-de-Conflent (in occitano Pesilhan de Conflent, in catalano Pesillà de Conflent) è un comune francese di 61 abitanti situato nel dipartimento dei Pirenei Orientali nella regione dell'Occitania.

## Società

### Evoluzione demografica
Abitanti censiti